# 2012年新潟県知事選挙
2012年新潟県知事選挙（2012ねんにいがたけんちじせんきょ）は、2012年（平成24年）10月21日に投開票が行われた、新潟県知事を選出する選挙。

## 概要
現職の泉田裕彦の任期満了に伴う選挙である。現職の泉田（民主、自民、生活、公明、社民 推薦）に対して新人で政党役員の樋渡士自夫（共産党 公認）とインディーズ候補のマック赤坂（スマイル党 公認）が挑む選挙戦となった。

### 主な論点
- 東京電力柏崎刈羽原発の再稼働問題、災害対策
- 雇用、教育、社会保障制度

## 選挙データ

### 告示日
- 2012年（平成24年）10月4日

### 執行日
- 2012年（平成24年）10月21日

### 同日選挙
- 阿賀野市議会議員選挙（任期満了に伴う）

## 立候補者
3名、届け出順
| 立候補者名（読み）             | 年齢 | 新旧 | 党派                                                             | 肩書き       |
| ------------------------------ | ---- | ---- | ---------------------------------------------------------------- | ------------ |
| 泉田裕彦 （いずみだ ひろひこ） | 50   | 現   | 無所属 （民主党、自民党、国民の生活が第一、公明党、社民党 推薦） | 新潟県知事   |
| 樋渡士自夫 （ひわたし しじお） | 59   | 新   | 共産党                                                           | 政党役員     |
| マック赤坂 （まっく あかさか） | 64   | 新   | スマイル党                                                       | 財団法人会長 |

## 投票結果

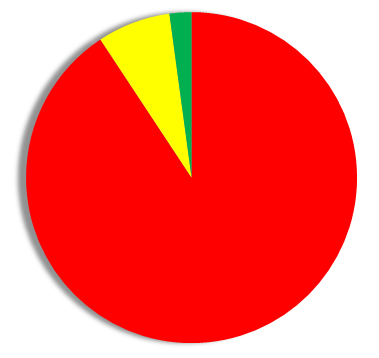
各候補の得票率（得票数の多かった順）

投票率は43.95%で、前回2008年の46.49%を下回り、過去最低の投票率であった。（前回比 -2.54%） 。当日の有権者数は194万289人で投票総数は85万2711票であった。
候補者別の得票数の順位、得票数、得票率、惜敗率、供託金没収概況は以下のようになった。供託金欄のうち「没収」とある候補者は、有効投票総数の10%を下回ったため全額没収された。得票率と惜敗率は未発表のため暫定計算とした（小数3位以下四捨五入）。
|        | 順位   | 候補者名    | 党派       | 新旧   | 得票数  | 得票率 | 惜敗率 | 供託金 |
| ------ | ------ | ----------- | ---------- | ------ | ------- | ------ | ------ | ------ |
| 当選   | 1      | ■泉田裕彦   | 無所属     | 現     | 759,718 | 90.71% | ----   |        |
|        | 2      | ■樋渡士自夫 | 共産党     | 新     | 59,876  | 7.15%  | 7.88%  | 没収   |
|        | 3      | ■マック赤坂 | スマイル党 | 新     | 17,884  | 2.14%  | 2.35%  | 没収   |
| 無効票 | 無効票 | 無効票      | 無効票     | 15,219 |         |        |        |        |

現職の泉田は、財政健全化や震災対策など2期8年間、知事として進めてきた実績、雇用や教育分野への投資など「攻めの県政」をアピールした。また知名度に加え、民主党や自民党、公明党など推薦を受けた政党や団体などの組織力も活用して選挙戦を優位に進め、他の2候補に大差をつけて3選を果たした。
共産党公認の樋渡は柏崎刈羽原発の即時廃炉を訴え、「福島第一原発の検証なくして次の判断はできない」と再稼働問題への賛否を明言しなかった泉田に対する批判を展開したが、論戦は低調に終わり大差で敗れた。
諸派のマック赤坂は、うつ病や自殺の予防など独自の政策を掲げ、樋渡に約4万票差まで迫ったが敗れた。